# Алегорія в мистецтві бароко

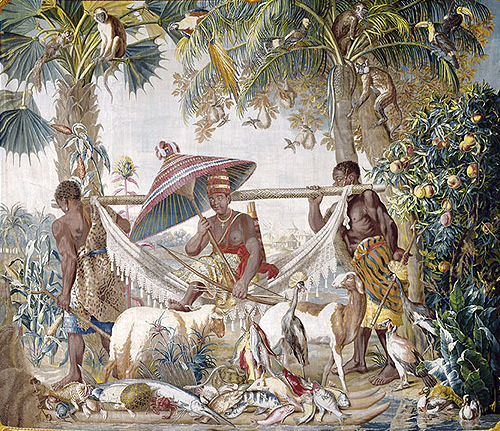
Гобелен «Нова Індія», 1774-1778, 418 x 498 см, Музей історії мистецтв, Відень

Алегорія притаманна для світогляду мистецтва доби бароко.
Для мистецтва бароко характерне широке використання алегорії. Найрозповсюдженіші – алегорії мистецтв чи уособлень чеснот. Алегорію живопису зображували молодою жінкою з пензлями та палітрою, скульптуру – з мармуровим погруддям. Відомою алегорією Справедливості була молода жінка – Юстиція з терезами та мечем. Уособленням чотирьох пір людського життя ставало зображення малюка (дитинство), парубка (молодість), а дві останні особи чоловічої статі – зрілі роки та старість.
Широко використовувало алегорії і садово-паркове мистецтво. Розкішний сад бароко зазвичай мав серії скульптур «Чотири пори доби» (Ранок, Полудень, Вечір, Ніч). Замість Ранку часто ставили богиню ранкової зорі – Аврору.
Строгановський палац в Петербурзі прикрасили алегорії чотирьох частин світу. Адже з доби Великих географічних відкриттів - географія стала однією з улюблених наук.
Перейшло зображення алегорій і в створення гобеленів. Зазвичай це жінки-королеви в оточенні рабів чи характерних рослин і тварин, притаманних відповідному континенту. Африку уособлювала негритянка, Азію - китаянка, Америку – молода жінка у вбранні з розкішного пір'я. Алегорія Африки могла мати єгипетську піраміду на тлі чи зображення левів, крокодила, алегорія Азії могла тримати аромантицю з прянощами на тлі пагоди. Подібна серія «Частин світу» була створена і на Петербурзькій гобеленовій мануфактурі у 1740-х рр. Цікава відсутність в серії - Австралії, яку європейці відкриють для себе пізніше. Ця серія була визнана настільки вдалою, що її повторили двічі. 
Три гобелени «Частин світу» Петербурзької гобеленової  мануфактури належать музею Ермітаж.
До таких алегорій належить також гобелен «Нова Індія» (Музей історії мистецтв, Відень). Ми бачимо царствену особу, яку несуть два раби. На тлі – фантастичні дерева і кущі, мавпи, екзотичні птахи, реальні і фантастичні. Але ліворуч добре видно реалістичне стебло кукурудзи, яку привезли в Європу з Америки – Нової Індії. Понизу велика кількість риб і моських істот, що відтворювали природні багатства нововідкритих земель. Кількість деталей надмірна, бо художник-картоньєр прагне створити святкове враження на глядача, примушуючи і його милуватись усім розмаїттям плодів, рослин, моських чи екзотичних наземних тварин.

## Галерея

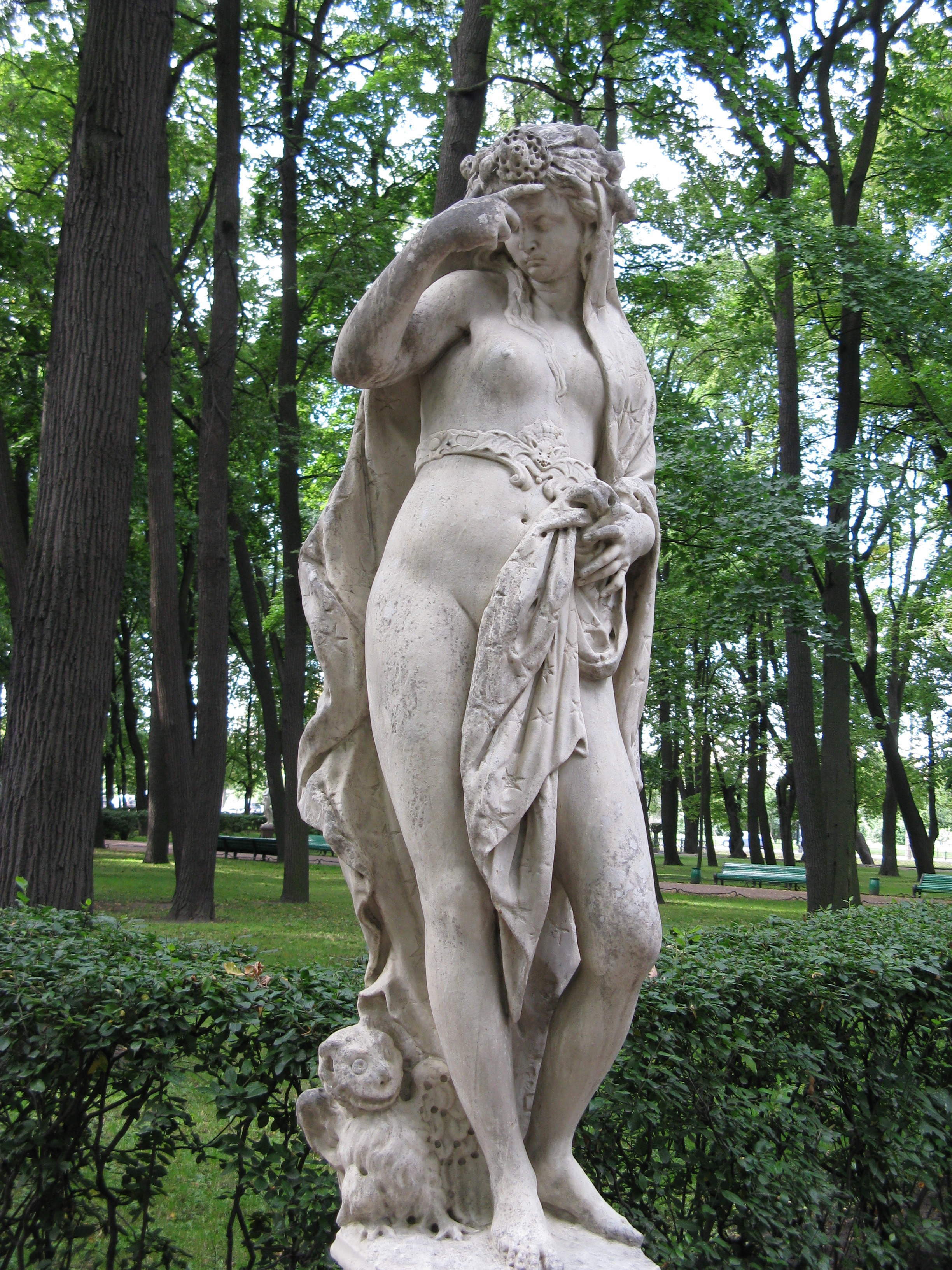
Джованні Бонацца. Алегорія Ночі – скульптура з циклу «Перебіг доби», 1717. Петербург, Літній сад.

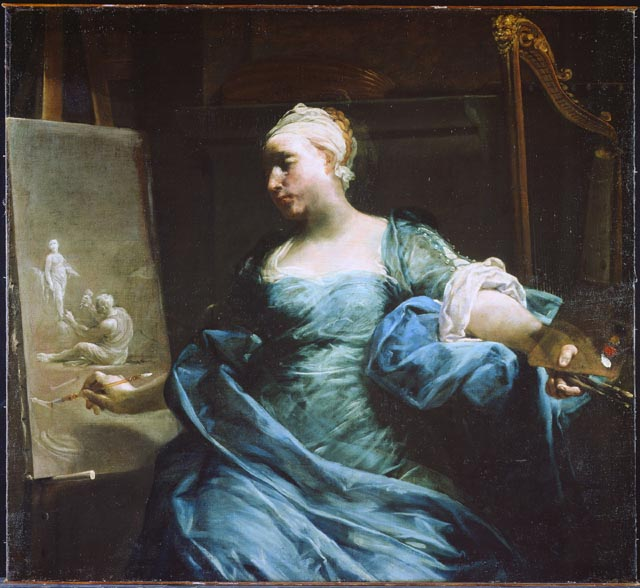
Джузеппе Марія Креспі. «Алегорія мистецтв», Національна галерея Канади
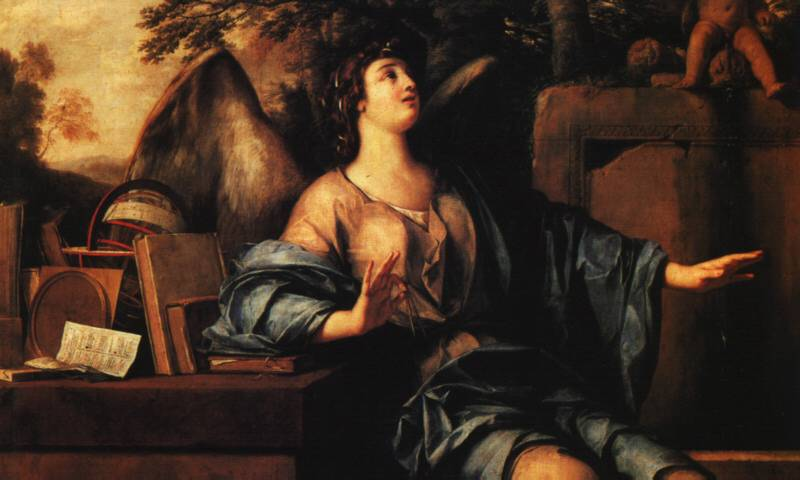
Лоран ле Ла Гір. «Крилата алегорія астрономії», 1650 рік.
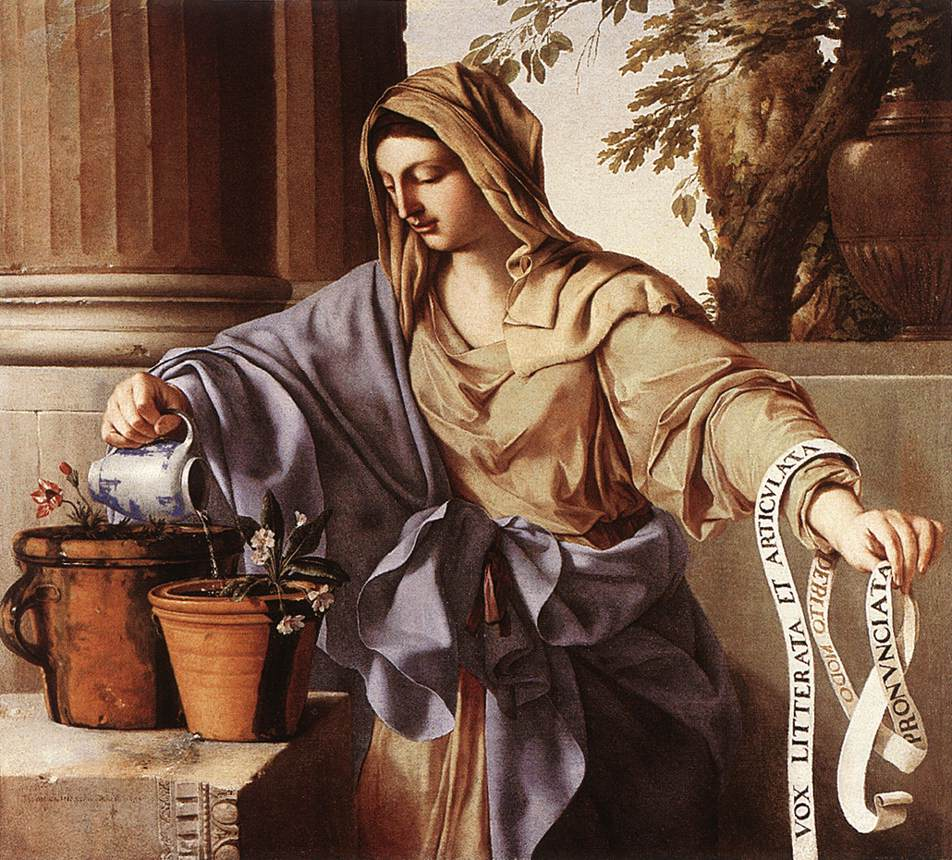
Лоран ле Ла Гір. «Алегрія граматики», 1650 рік.
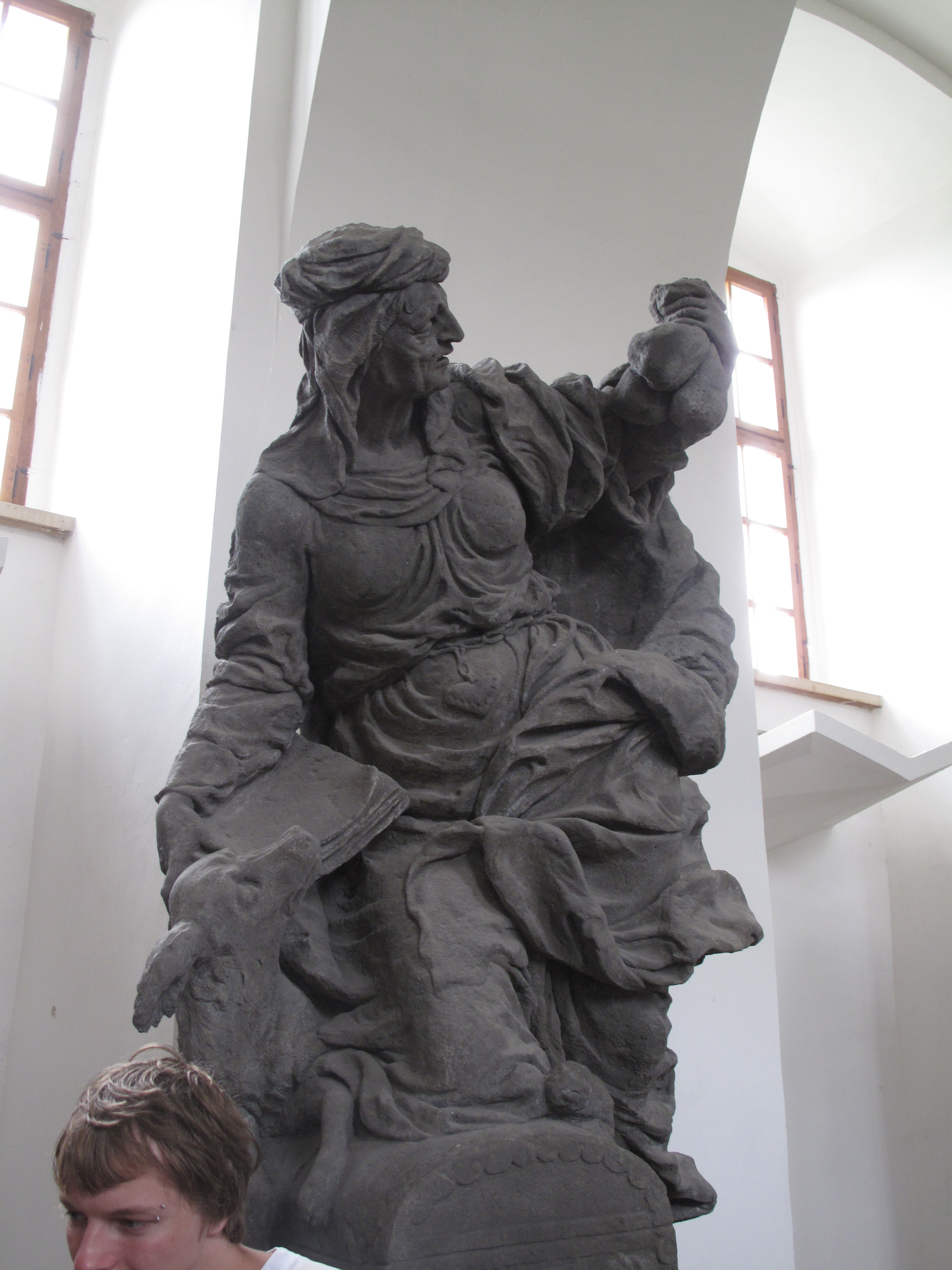
ск. Матьяш Бернард Браун. «Алегорія Жадібності», цикл «Гріхи», замок Кукс, Чехія.